# Зайлер, Иоганн Михаэль
Иога́нн Михаэ́ль За́йлер (нем. Johann Michael Sailer), (1751–1832) — немецкий католический богослов, апологет, проповедник, духовный писатель, педагог, основатель современной дисциплины пастырского богословия, епископ Регенсбургский.

## Биография
Иоганн Михаэль Зайлер родился 17 ноября 1751 г. в д. Арезинг близ г. Шробенхаузена. Его отец Андреас Зайлер был башмачником, одновременно содержащим небольшое крестьянское хозяйство. Овдовев и оставшись с двумя детьми, он повторно женился в 1739 г. на Марии Ригер, также вдове. Иоганн Михаэль был четвёртым и последним ребёнком в этом браке. Во время учёбы в деревенской школе учитель обратил внимание на его выдающиеся способности и убедил отца, чтобы тот дал мальчику возможность продолжить образование. С 1762 по 1770 гг. Зайлер обучался в иезуитской гимназии Мюнхена, где был одним из первых учеников. 17 сентября 1770 г. он стал послушником (нови́цием) в иезуитском монастыре в небольшом городке Ландсберг-ам-Лех.
Осенью 1772 г. Иоганн Михаэль поступил в университет г. Ингольштадта, опекаемый иезуитами (в то время большинство учебных заведений Баварии, особенно имевших то или иное отношение к обучению или подготовке будущих пастырей, содержалось орденом иезуитов). Учился Зайлер с большим усердием, в первые годы пребывания в университете – философии (получил степень доктора философии в 1774 г.), и затем – теологии. Наиболее значительное влияние оказал на него знаменитый профессор нравственного богословия Бенедикт Штаттлер (также иезуит).
В 1773 г. Папа Римский Климент XIV распустил орден иезуитов. Это повлекло за собой переформатирование системы образования в Баварии. Многие преподаватели-иезуиты лишались своих мест и содержания; те из них, кто был в духовном сане, назначались на приходы. Чтобы иметь возможность продолжить обучение, Зайлер стал стипендиатом князя-архиепископа Аугсбургского, вследствие чего он обязывался быть учителем философии и богословия в одном из образовательных учреждений епархии. 23 сентября 1775 г. в соборе г. Аугсбурга он был рукоположен в священника.
В 1777 г. Зайлер окончил Ингольштадтский университет. Далее жил в Аугсбурге, исполнял свои обязанности учителя, продолжал изучение теологии. В 1780 г. был принят в Ингольштадтский университет в качестве ассистента профессора Штаттлера по курсу догматики, 27 октября этого же года, защитив диссертацию, был удостоен степени доктора богословия. В ходе университетской реформы, вызванной передачей образовательных учреждений от иезуитского ордена другим попечителям, Бенедикт Штаттлер и Иоганн Михаэль Зайлер как «экс-иезуиты» были уволены из университета. С 1781 по 1784 гг. Зайлер жил частным образом, сначала в Ингольштадте, затем в Аугсбурге. Эти годы («первая пауза», как они именуются в зайлероведении) он посвятил литературным трудам, главным из которых стал его «Полный молитвослов для католиков, с присовокуплением назидательных чтений». Сборник имел огромный успех и выдержал десятки переизданий (переиздаётся и до сих пор). Зайлеровский молитвослов распространялся не только в католическом, но и в протестантском немецкоязычном пространстве. Эта книга принесла автору широкую известность и стала поводом к многолетней дружбе со многими выдающимися людьми того времени – швейцарским пастором и учёным-криминалистом Иоганном Каспаром Лафатером, поэтом Маттиасом Клаудиусом, графиней Элеонорой Августой Штольберг-Вернигероде, юристом, историком права и государственным деятелем Фридрихом Карлом фон Савиньи и другими.
8 марта 1784 г. аугсбургский князь-архиепископ Клеменс Венцеслав фон Заксен назначил тридцатидвухлетнего доктора богословия и уже широко известного духовного писателя профессором нравственного и пастырского богословия в университет г. Диллингена. Во время своего десятилетнего профессорства Зайлер приобрёл европейскую известность как выдающийся педагог и пастырь. Одновременно в консервативной клерикальной среде росло недовольство им. Его считали сторонником Просвещения и антицерковных реформ, вольномыслящим, иллюминатом, протестантствующим, покровителем ложного мистицизма, масоном, поборником иезуитизма (либо же, наоборот, противником иезуитизма – в зависимости от позиции критиков) и т. д. В результате интриг 28 октября 1794 г. профессор Зайлер был уволен из Диллингенского университета. Началась «вторая пауза» в биографии Зайлера, продлившаяся пять лет. Сначала он жил в Мюнхене, получая самое скромное содержание от своего прихода, к которому был приписан (в Аугсбургской епархии). Поскольку на жизнь этого не хватало, друзья поспособствовали назначению Зайлера на должность придворного проповедника. Но противники Зайлера перенесли свои интриги в Мюнхен, и, действуя через папского нунция в Баварии, не только лишили Иоганна Михаэля этого места, но добились запрета ему проповедовать вообще, и довели дело почти до того, что ему грозила высылка из страны. Благодетели Зайлера предоставили ему возможность жить и работать в маленьком городке Эберсберг, где раньше располагался один из иезуитских колледжей. Здесь Зайлер, как и во время своей «первой паузы», посвятил себя литературным занятиям.
В конце XVIII века баварское правительство, в основном под влиянием Монтгеласа, взяло окончательный курс на реформу всей образовательной сферы в духе Просвещения; главную роль в этом должен был сыграть по-новому устроенный государственный университет. Им стал реформированный Ингольштадтский университет; в 1800 г. он был перемещён в Ландсхут, а с 1826 г. и по сей день это высшее учебное заведение располагается в столице Баварии. Зайлер, как изгнанный из Диллингена в основном по обвинениям в «просвещенчестве», теперь на основании этой репутации оказался вновь востребованным. 24 ноября 1799 г. он был назначен профессором нравственного и пастырского богословия теологического факультета нового университета и проповедником в университетской церкви. Впоследствии к этому добавились педагогика и гомилетика, а затем и литургика с катехизисом; один год он был ректором университета. Влияние Зайлера ширилось; почти всё баварское духовенство (и значительная часть швейцарского и австрийского) прошли его школу. Среди его учеников был и кронпринц Людвиг, сыгравший со временем значительную роль в его судьбе.
В конце 10-х годов XIX в. в жизни Зайлера стали назревать изменения. В 1817 г. после долгих переговоров был заключён конкордат между Баварией и Святым престолом. Встал вопрос о рукоположении новых епископов. Кронпринц Людвиг предложил Зайлера в качестве одной из кандидатур. Но здесь возникли значительные препятствия. Обвинения, выдвинутые против Зайлера в 1794 г. в Диллингене, продолжали оказывать своё влияние; официальные церковные власти были настроены по отношению к нему скорее негативно. Римская курия поручила венской нунциатуре дать официальный отзыв о Зайлере. Нунций обратился для этого к двум самым известным священникам Вены – Францу Себастьяну Иову, духовнику Каролины Августы, супруги императора Франца I, и знаменитому венскому редемптористу Клеменсу Марии Хофбауэру. Иов (хорошо знакомый с Зайлером, читавший и ценивший его книги) предоставил свой отзыв в конце марта 1817 г. В нём он высоко оценивал Зайлера и его многостороннюю деятельность. Совсем иным был отзыв Хофбауэра, датированный апрелем 1817 г. Хофбауэр некритически отнёсся к отрицательным мнениям о Зайлере и воспроизвёл их со слухов. Эти (и прочие) отзывы и мнения долго изучались церковными властями.
Между тем в 1819 г. Зайлеру поступило предложение из Кёльна занять место профессора теологии в университете Бонна с последующей перспективой стать архиепископом Кёльнским. Зайлер отклонил это предложение и, учитывая своё положение, предоставил решение своей судьбы Римскому Папе. В это же время кронпринц Людвиг лично отправился в Рим, убеждая Папу и высокопоставленных кардиналов в безупречной церковности Зайлера. Итогом этих переговоров было решение: Зайлер должен дать официальное заверение в верности Католической Церкви и её учению. Он долго обдумывал формулировки и, наконец, 17 декабря 1820 г. отослал кронпринцу и церковному начальству требуемое от него «Заверение» – краткую, состоящую из трёх аккуратно сформулированных пунктов констатацию своей принадлежности Церкви, послушания ей и соразмерности с её учением всей своей педагогической и писательской деятельности. Римскую курию этот документ вполне удовлетворил. 3 сентября 1821 г. Зайлер был назначен в клир кафедрального собора Регенсбурга, 21 октября того же года сложил с себя обязанности университетского профессора в Ландсхуте и 17 апреля 1822 г. избран викарным епископом Регенсбургского диоцеза (епархии) с титулом «Германикопольский». Папа Римский Пий VII утвердил это избрание 27 сентября, и 28 октября 1822 г. в Регенсбургском соборе в возрасте почти 71 года Иоганн Михаэль Зайлер был рукоположен во епископа.
Правящим Регенсбургским иерархом был в то время 79-летний Иоганн Непомук фон Вольф. Он передал Зайлеру все полномочия по управлению епархией, и тот деятельно взялся за архипастырские труды. Регенсбургский клир состоял в основном из учеников Зайлера, что позволило сразу установить доброжелательную атмосферу в епархии. Викарий совершил объезд обширного диоцеза, проповедуя и совершая Таинство Миропомазания. По просьбе властей ему пришлось совершать это Таинство и в соседней  епархии Пассау, где с 1818 г. отсутствовал архиерей. В короткое время новый епископ стяжал искреннюю любовь своей паствы. 
В 1825 г. кронпринц, покровитель Зайлера, взошёл на баварский престол с именем Людвига I. Он ещё больше приблизил к себе своего старого учителя, осыпал его разными почестями и советовался с ним по всем церковным вопросам. При этом Зайлер вовсе не стал «придворным епископом»; между ним и королём возникали и разногласия. Впрочем, они не нарушали добрых отношений монарха и архиерея. В 1829 г. умер 86-летний епископ Вольф, и 23 августа этого года Зайлер вступил в должность главы Регенсбургского диоцеза. К тому времени состояние его здоровья ухудшилось. В помощь ему был рукоположен викарный епископ Георг Михаэль Виттман; текущие дела епархии Зайлеру помогал вести его секретарь Мельхиор фон Дипенброк, впоследствии епископ Бреслау и кардинал. В последние два года жизни Зайлер перенёс несколько ударов, и 20 мая 1832 г., напутствуемый Таинствами, мирно скончался. Погребён он был 23 мая в южном приделе Регенсбургского собора. Через несколько недель после траурной церемонии в Регенсбург прибыл король Людвиг I; войдя в церковь и проследовав к могиле Зайлера, он сказал: «здесь покоится величайший епископ Германии».

## Деятельность
Зайлер жил на переломе эпох. Родившись и получив воспитание в Sancta Bavaria (как много веков именовали свою родину баварцы), он учился и начинал преподавать во времена всё более ширящегося Просвещения, в расцвете своих сил прошёл вместе со всей Европой через революционные потрясения и полную трансформацию политической карты континента, пережил со своей Церковью секуляризацию и изменение всей системы управления и образования, в качестве епископа обращался к человеку уже совершенно другого, научно-рационального мировоззрения; а умер он, когда уже вступил в полную силу романтизм. И во всей этой постоянно меняющейся обстановке он ставил перед собой и успешно выполнял задачу апологии христианства.

### Апологет христианства в эпоху Просвещения
Во второй половине XVIII века в католическую Баварию пришло Просвещение, представленное в особенности философской системой Иммануила Канта. Немецкое Просвещение не было атеистическим; но Бог в нём, оставаясь первым принципом бытия и гарантом нравственности, как бы «выносился за скобки», и в повседневном существовании человека должен был уступить место самостоятельному «просвещённому» разуму и автономной нравственности. Для Церкви такой подход был неприемлемым, и Католическая Церковь в той или иной мере противостояла этим просвещенческим интенциям. В частности, одним из самых прямых и резких (но и основательных) критиков Канта был учитель Зайлера Бенедикт Штаттлер. Сам Зайлер подходил к делу не с позиции только лишь критики. Он был человеком широкого кругозора и хорошо чувствовал как особенности и потребности времени, так и возможность адекватного ответа Церкви на них. Он не отвергал достижения Канта в осмыслении проблем морали и использовал их в своей нравственной философии, но всегда увязывал и нравственность, и философию с Божественным откровением, ставя Откровение на первое место, а естественный разум – на подчинённое. Зайлер был открыт миру; им принималось и приветствовалось гуманистическое преобразование общества, наука, техника, искусство – но только в своей мере и под непременным условием, что это не отменяет христианских понятий о Боге, о человеке как существе падшем и спасаемом во Христе и о соприсутствии Бога человеку во всех сторонах жизни. Исходя из этого, Зайлер развивал свою апологетику. Полнее всего она изложена в четырёх его объёмных трудах. Первый – «Учение о разуме человека» (1785). Это философская этика, примыкающая к воззрениям Штаттлера и дискутирующая с Кантом. Второй труд – «Учение о счастье человека» (1787). Здесь Зайлер, в отличие от своего учителя (Штаттлер, в духе эпохи, в основу своих рассуждений кладёт счастье – в чём оно состоит и как достигается; так наз. эвдемонизм), отталкивается не от принципа счастья, а от совести, как вложенного в человека Богом безусловного нравственно-духовного закона (здесь он ближе к Канту, чем к Штаттлеру). В третьей и четвёртой книгах – «Учение о религии» (1807) и «Лекции по христианской морали» (1817) – представлены наиболее зрелые взгляды Зайлера на соотношение Божественного откровения и человеческого разума в общем и в сфере нравственности в частности. Всё содержание своей апологии живого и всеобъемлющего христианства перед лицом рационализма и «земной» автономизации человека Зайлер обобщил в формуле, ставшей лейтмотивом его жизни и творчества: «Бог во Христе – спасение миру».

### Пастырское богословие и педагогика
Деятели просвещения, производя в габсбургской Священной Римской империи Германской нации те или иные реформы (связанные с именами императрицы Марии Терезии и императора Иосифа II), рассматривали пастырей Церкви прежде всего как воспитателей народа. Задачей пастырства ставилось формирование добропорядочных и культурных подданных, честных налогоплательщиков и экономически успешных хозяйственников. Священники должны были учить паству прогрессивному веде́нию сельского хозяйства, сооружению громоотводов и т. п. Для подготовки таких «пастырей нового типа» в университетах Австрии по инициативе императрицы Марии Терезии был введён отдельный предмет пастырского богословия. Баварский курфюрст Карл Теодор в этом вопросе был единомышленником Габсбургов и проводил их политику. Как профессор пастырского богословия Зайлер активно противостоял такому пониманию священнического служения, и своих учеников воспитывал так, что всегда на первое место ставил духовность – то есть живое богообщение во Христе и ориентирование человека не только на благополучную временную жизнь, но прежде всего на его спасение и на предстоящую ему жизнь вечную. «Духовенство должно быть духовным», настаивал Зайлер. Он наполнил новую дисциплину иным, чем это диктовалось политикой властей, содержанием. В основу своего предмета Зайлер положил Священное Писание и христоцентричность, а целью ставил подготовку будущих пастырей к душепопечению, к руководству паствой в духовной жизни – а перед этим становление самих пастырей как духовно-опытных христиан. Влияние Зайлера здесь было настолько определяющим, что он по праву считается родоначальником пастырского богословия в его современном понимании. Главное его сочинение в этой области, изданное в 1788/89 гг. – «Лекции по пастырскому богословию», за которыми последовало ещё множество дополнений, так что по объёму труды в области пастырского богословия занимают первое место в его наследии.
Много внимания Зайлер уделял также и педагогике. Он изучал труды Яна Амоса Коменского, Фенелона, Руссо, Песталоцци и других знаменитых педагогов. Зайлер ценил достижения современной ему «просвещенческой» педагогики в области нравственного, интеллектуального, эстетического и телесного развития, но неизменно подчёркивал необходимость прежде всего духовного, христианского воспитания; в связи с этим он, отдавая должное Руссо и Песталоцци, оценивал их достаточно критически. Главная педагогическая работа Зайлера – двухтомник «О воспитании воспитателей» (1807).
Своим пастырско-педагогическим идеям Зайлер соответствовал в жизни. Его называли «гением дружбы», он как магнит привлекал к себе людей. Студенты любили его до обожания; Зайлер с каждым выстраивал личные, самые тёплые и искренние отношения; нуждающимся в помощи всячески помогал, тратя на это почти всё своё жалование. Притягательность облика Зайлера послужила притоку желающих учиться у него (в том числе и из сопредельных с Баварией стран). Из них потом сформировалась так называемая «пастырская школа Зайлера», влияние которой сохранялось во всей Германии, Австрии и Швейцарии до середины XIX века.

### Проповедничество и литературные труды
Зайлер был выдающимся проповедником. Ясность и красота языка, доходчивость изложения, глубина содержания – всё это неизменно вызывало отклик у слушателей самых разных общественных слоёв. Зайлер проповедовал в университетской церкви Ландсхута и в многочисленных храмах, куда его охотно приглашали его ученики, ставшие священниками. Впоследствии эти проповеди собирались и издавались; таких сборников проповедей у Зайлера семь.   
Помимо проповедей и концептуальных трудов, отмеченных выше, им написаны объёмные духовно-назидательные сочинения: упомянутый ранее «Полный молитвослов»; «Духовные упражнения» (1799) – один из лучших образцов назидательной литературы, где Зайлер, опираясь на основополагающие для иезуитов «Духовные упражнения» Игнатия Лойолы, составил своё пособие для христианского самоанализа; и большой сборник «Письма из всех времён христианской эпохи» (1800/04) – шеститомник, начинающийся с апостольских посланий и далее включающий в себя многочисленные тексты святых отцов и подвижников благочестия от первых веков до современности. Также из-под его пера вышло множество менее крупных сочинений, в том числе и собрание немецких пословиц. Занимался Зайлер и переводами – в частности, он выполнил новый перевод «Подражания Христу» Фомы Кемпийского.
Ещё при жизни автора началось печатание Полного собрания его сочинений; общий объём этого издания составляет 41 том. Многие произведения Зайлера переиздаются и сегодня.

## Альгойский пиетизм

### Предпосылки
Иоганн Михаэль Зайлер как в своей личной духовной жизни, так и в преподавательской деятельности опирался на следующие основоположения:
- приоритет Священного Писания;
- духовно-практический, а не отвлечённо-схоластический подход к богословию;
- важность собрания христиан для чтения Писания и обсуждения его (во времена своего профессорства Зайлер несколько раз в неделю устраивал для желающих в своей квартире вечера духовного чтения, целью которых было глубокое изучение Нового Завета);
- «широкая экклезиология»  – Зайлер считал, что все истинные христиане (то есть те, в которых живёт Дух Христов и любовь Христова) едины, и принадлежность той или иной деноминации не имеет здесь определяющего значения. Зайлер всегда был верен своей Католической Церкви, но известный постулат «Вне Церкви нет спасения» он воспринимал через формулу «Вне Христа нет спасения»;
- живая мистика, понимаемая Зайлером строго церковно, как христианский опыт личного богообщения, внутренней жизни человека в Боге. Он говорил: «Истинный христианин – неизбежно истинный мистик, ибо он ищет всё своё благо, всё своё спасение единственно в Боге. Сокровенная жизнь в Боге, хождение перед Ним – есть истинная и чистая мистика»[2].

Всё это – особенности, свойственные пиетизму. Неудивительно, и даже вполне естественно, что в результате деятельности группы учеников Зайлера возникло свойственное скорее протестантизму, чем католицизму движение духовного пробуждения, так наз. Альгойский пиетизм (самого Зайлера, соответственно, именуют «отцом Альгойского пиетизма»).

### Духовное пробуждение в Альгое
Духовное пробуждение в Альгое связано прежде всего с именем уроженца этих мест, одного из самых талантливых учеников Зайлера Мартина Бооса, рукоположенного в священника после окончания университета в 1786 г. В своих проповедях он призывал к сердечному обращению и внутренней жизни во Христе, подкрепляя свои слова строгой аскетической жизнью и деятельной любовью к ближним. Всё это вызывало горячий отклик не только у его паствы, но и у многих его сослужителей – здесь нужно упомянуть Иоганна Евангелиста Госснера и Иоганна Михаэля Фенеберга; последние двое особенно ревновали о переводах и широком распространении Священного Писания. Начавшееся с нескольких небольших приходов, к концу 1780-х гг. духовное пробуждение завоевало себе многочисленных сторонников в Швабии, а впоследствии и за её пределами. 
Как и всякое движение духовного пробуждения, Альгойский пиетизм нёс в себе наряду с искренним обращением людей ко Христу также опасность преувеличений и искажений духовной жизни (и эти черты проявлялись порой ярче, чем в традиционном протестантизме): это склонность к излишнему мистицизму, экзальтация (и нередко поощрение её), апокалиптические настроения, ослабление чувства здравой церковности, подчёркнутое противопоставление себя, как «крещёных Духом», основной массе «не родившихся свыше», и т. п. Зайлер пытался противостоять этому; из сохранившейся переписки с Боосом и Госснером видно, как он предостерегает их от всего нездорового, гипертрофированного и выходящего из ряда вон. Со временем Зайлер всё больше дистанцировался от этого постоянно «балансирующего на грани» духовного движения; но к его представителям, своим ученикам, сохранял неизменную любовь. В 1790-х гг. начались преследования лидеров движения; они предстали перед судом инквизиции, вынуждены были долго оправдываться, подверглись разным мерам наказания. Особенно тяжело пришлось Боосу. Зайлер помогал ему, устраивая его на то или иное новое место и всячески стараясь защитить его; так же он действовал и по отношению ко всем своим воспитанникам.
С начала 1800-х гг. Альгойский пиетизм стал более умеренным, а со смертью Мартина Бооса, последовавшей в 1825 г., постепенно сошёл на нет. Долговременным его плодом было так наз. католическое библейское движение начала XIX в., приведшее к появлению инициированного Зайлером одного из лучших немецких переводов Писания, выполненного его учеником Йозефом Францем Аллиоли. Этот перевод переиздавался вплоть до начала XX в. (и переиздаётся до наших дней), чаще всего параллельным текстом к Вульгате, и получил все церковные благословения.

## Влияние и значение
При жизни Иоганна Михаэля Зайлера его знали, ценили и любили в немецкоязычных странах не только люди церковные, но и самые широкие круги. Достаточно упомянуть, что Бетховен хотел, чтобы его племянник Карл учился у Зайлера; сохранилась переписка по этому поводу. Книги его были популярны и любимы и выдерживали всё новые переиздания. Но главное его влияние осуществлялось, и продолжалось после его кончины, через воспитанное им пастырство (это несколько епископов и более тысячи священников). Многие отмечали, что учеников Зайлера всегда можно узнать по их благоговению и по тому, что люди стремились исповедоваться у них – через что «зайлеровский дух» передавался пастве.  Благочестие «зайлеровской школы» не было излишне-аскетическим «презрением мира»; всё доброе в земной жизни принималось и должным образом употреблялось. Но это вовсе не было «хождением по стихиям мира сего»: трезвый и целостный христоцентричный взгляд на всё как раз приводил к духовному умению видеть и различать добро и зло, следовать первому и противостоять второму. Также «зайлеровский дух» характеризовался открытостью ко всем христианам; конфессиональные рамки для Зайлера и его последователей были важны – вне всякого сомнения, они были верными католиками, – но любовь Христова была важнее. «Мягкость» и открытость зайлеровского пастырства способствовала религиозному миру в Баварии. 
Но с середины XIX в. настроения в немецком католицизме стали меняться. Всё большую силу приобретало ультрамонтанство – клерикальная, охранительная линия в Католической Церкви, ставящая в центр «верность Папе» и «борьбу с врагами церкви». Такой атмосфере «зайлеровская школа» не соответствовала. Опять поднялись обвинения против Зайлера, доходившие до того, что его сочинения предлагалось внести в «Индекс запрещённых книг». Особенно активность ультрамонтанистов обострилась после канонизации Хофбауэра в 1888 г., когда защитникам Зайлера можно было предъявлять «отрицательный отзыв святого». К концу XIX в. имя Зайлера ушло в тень; но с начала XX в., а в особенности после Второй мировой войны началось возрождение интереса к нему. Наследие его изучается, издаются книги и статьи, в которых отдаётся должное и новаторской церковной педагогике Зайлера, и его значению как основателя дисциплины пастырского богословия, и его ревности о единстве всех христиан. 
Римские Папы последнего времени высоко оценивали деятельность и личность Зайлера. Папа Иоанн Павел II (1982): 

«Иоганн Михаэль Зайлер почитается учителем Церкви не только в Германии, но и во всей Европе. Этот поистине уникальный педагог и богослов сделал очень много доброго и спасительного. Его по праву считают родоначальником католического обновления в своём отечестве, человеком, умело отстаивающим истинное учение, наконец, предшественником нынешнего экуменического движения… Епископ Зайлер актуален для всякой эпохи, и он заслуживает того, чтобы учителя и душепопечители и нашего времени на него смотрели, с ним всё больше и больше знакомились, чтобы они собственными трудами оживляли его наследие и постоянно брали с него пример».
Папа Бенедикт XVI (кардинал Йозеф Ратцингер, 1982): 

«Зайлер на протяжении своей долгой жизни совсем не искал себе славы – он просто стремился приводить людей к Иисусу Христу. Как и все великие свидетели Истины, он не думал о себе, но помышлял о большем, чем он сам – и как раз поэтому он был велик, и величие его простирается и за пределы времени, в которое он жил. Лучшим образом мы почтим его тем, что не будем только говорить о нём, но, руководимые им, пойдём к Тому, Кому он всю свою жизнь служил, ради Кого жил, и многое претерпевал, и неустанно трудился – к Иисусу Христу, Которому он был верен до смерти… Зайлер в своё время вновь научил наш народ молиться. Я бы хотел, чтоб это было его главным заветом и для наших дней: чтобы мы от него и вместе с ним снова научились молиться и навыкать общению с Господом Иисусом – каковое общение есть истинное средоточие человеческой жизни».